# همي ولاد عمي (مسلسل)
همي ولاد عمي هو مسلسل كوميدي مغربي من إخراج هشام العسري سنة 2019، ومن بطولة كل من عزيز داداس، عدنان موحجة، بشرى أهريش، زهيرة صادق، سكينة درابيل، محمد مهيول، محمد الكاما، سميرة هيشيكا وغيرهم.

## قصة المسلسل
قصة همي ولاد عمي تتمحور حول شخصية رجل مولوع بالخيل و "السربة"، يعيش بأحد القرى، وأثناء حلوله ضيفاً عند ابن عمه بالمدينة، سيحدث فيضان يلزمه البقاء هناك رفقة عائلته لتتوالى الأحداث في قالب كوميدي.

## وصلات خارجية
القناة الأولى المغربية